# Бажиково
Бажиково (пол. Barzykowo) — село в Польщі, у гміні Стависьки Кольненського повіту Підляського воєводства.
Населення — 166 осіб (2011).
У 1975-1998 роках село належало до Ломжинського воєводства.

## Демографія
Демографічна структура станом на 31 березня 2011 року:
|          | Загалом | Допрацездатний вік | Працездатний вік | Постпрацездатний вік |
| -------- | ------- | ------------------ | ---------------- | -------------------- |
| Чоловіки | 84      | 14                 | 54               | 16                   |
| Жінки    | 82      | 12                 | 46               | 24                   |
| Разом    | 166     | 26                 | 100              | 40                   |